# Narcissus River
Der Narcissus River ist ein Fluss im Westen des australischen Bundesstaates Tasmanien.

## Geografie

### Flusslauf
Der etwas mehr als 26 Kilometer lange Narcissus River entspringt an den Osthängen des Mount Massif in der Du Cane Range, einem Gebirge im Zentrum des Cradle-Mountain-Lake-St.-Clair-Nationalparks. Von dort fließt er nach Süden bis zu seinem Eintritt in den Lake St. Clair an dessen Nordende, wo er zusammen mit dem Cuvier River den Derwent River bildet.

### Durchflossene Stauseen
Er durchfließt folgende Stauseen:
- Lake St. Clair – 738 m